# Galeazzo Ciano

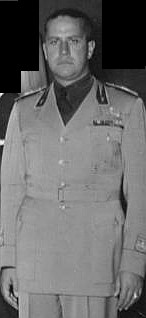
Galeazzo Ciano in 1938.

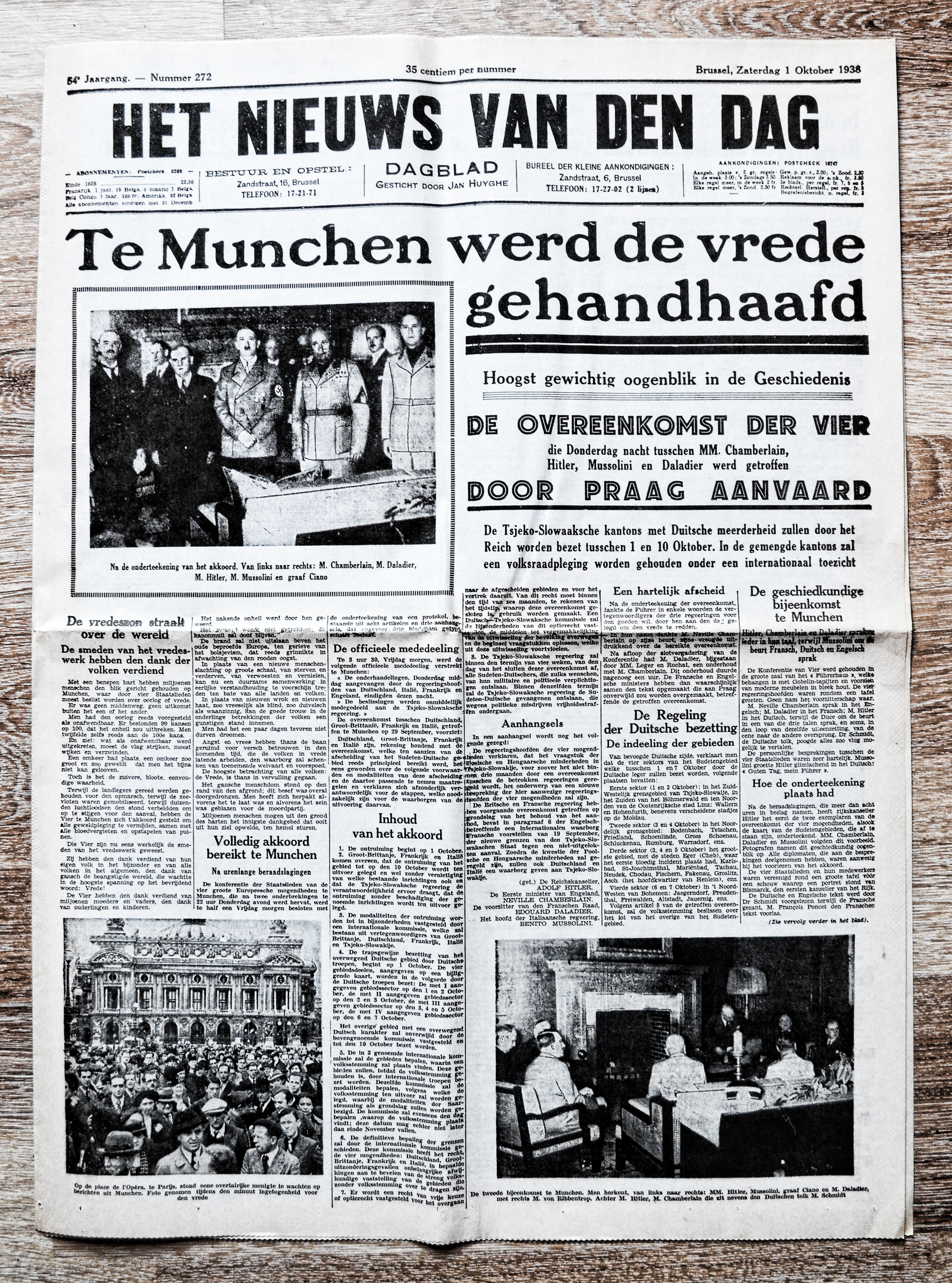
Voorpagina van het Vlaamse dagblad Het Nieuws Van Den Dag, 1 oktober 1938.

Galeazzo Ciano, graaf van Cortellazzo (Livorno, 1 maart 1903 – Verona, 11 januari 1944) was een Italiaans fascistisch staatsman. Hij was de schoonzoon van Benito Mussolini en een van de personen die hem ten val brachten.

## Jeugd
Galeazzo Ciano werd in 1903 geboren als zoon van Costanzo Ciano, tijdens de Eerste Wereldoorlog een belangrijk Italiaans admiraal. Zijn vader was een belangrijk fascist en sloot zich na de Eerste Wereldoorlog aan bij de Partito Nazionale Fascista (PNF) van Benito Mussolini. Costanzo Ciano werd na de Eerste Wereldoorlog beloond met de titel van graaf.
Aanvankelijk wilde de jonge en intelligente Ciano kunstcriticus worden, maar nadat hij als zodanig mislukte, sloot hij zich aan bij de PNF. Zeker na zijn huwelijk met Benito Mussolini's dochter Edda Ciano, met wie hij drie kinderen kreeg, rees zijn ster snel.

## Carrière
In 1932 werd Ciano secretaris van de Italiaanse ambassade in het Vaticaan en kort daarna werd hij benoemd tot gezant in China. In 1935 keerde hij terug naar Italië en werd hij lid van de Fascistische Grote Raad en vliegenier in de oorlog tegen Ethiopië (1935-1936). Van 1936 tot 1939 was hij minister van Buitenlandse Zaken.
In die functie tekende hij het Staalpact met nazi-Duitsland, en een vriendschapsverdrag met Japan. In 1939 was hij een van de verantwoordelijken voor de oorlog met Albanië, dat na drie dagen door Italië werd veroverd. Ciano (die het zich min of meer kon permitteren) was zeker niet bang om zijn schoonvader te bekritiseren, maar in tijden van nood of crisis koos hij toch altijd diens zijde.
Mussolini, die zijn schoonzoon begon te wantrouwen vanwege zijn openlijke anti-Duitse houding, zond hem in januari 1943 als ambassadeur naar het Vaticaan. Vanuit het Vaticaan begon Ciano te onderhandelen met andere anti-Duitse fascisten over een mogelijke afzetting van Mussolini, teneinde de oorlog met de geallieerden en het Duits-Italiaanse vriendschapspact te beëindigen. Op 24 juli 1943, tijdens de zitting van de Fascistische Grote Raad, stemde Ciano vóór de befaamde motie van graaf Dino Grandi en vóór de afzetting van Mussolini als regeringsleider.

## Ter dood veroordeeld
De dag na de zitting van de Fascistische Grote Raad werd Mussolini op last van koning Victor Emanuel III om 'veiligheidsredenen' gearresteerd en geïnterneerd. Ciano, die met het vertrek van Mussolini geenszins van plan was om het fascisme overboord te zetten, werd uit al zijn functies ontheven. Later probeerde maarschalk Pietro Badoglio, Mussolini's opvolger, om Ciano te arresteren, maar die wist via de achtertuin van zijn huis naar de Duitse ambassade te vluchten en daar asiel aan te vragen.
In september 1943 werd Mussolini door SS-majoor Otto Skorzeny bevrijd en naar Duitsland overgevlogen, waar Ciano zich inmiddels ook bevond. Hoewel op het eerste gezicht een verzoening tussen de twee tot stand leek te komen, liet Mussolini Ciano onder Duitse druk arresteren en naar het door de Duitsers bezette Noord-Italië overvliegen, waar Mussolini een marionettenstaatje had opgericht. Samen met andere leden van de Fascistische Grote Raad die voor de afzetting van Mussolini hadden gestemd, werd hij wegens 'verraad' vervolgd. Op 10 januari 1944 werd hij schuldig bevonden en ter dood veroordeeld. Ondanks verzoeken aan Mussolini van zijn dochter om haar man te laten leven, werd het vonnis op 11 januari 1944 in het fort van San Procolo (Verona) voltrokken. Van de executie bestaat een kleurenfilmopname.

## Uitspraak
Uit het dagboek dat Ciano vanaf 1939 bijhield, komt het citaat: "Zoals altijd vindt de overwinning honderd vaders, en wil niemand de mislukking erkennen". Deze uitspraak, die vermoedelijk spreekwoordelijk was in zijn streek, werd beroemd in de versie van John F. Kennedy.

## Trivia
- Ciano bouwde in Ishull i Lezhës, een dorpje bij de Albanese stad Lezhë, een jachthut waar hij regelmatig verbleef. Het gebouw staat er nog steeds en doet reeds sinds de communistische periode dienst als sober hotel, het Hoteli i Gjuetisë, wat zoveel betekent als 'jachthotel' of 'stroophotel'.

## Voetnoten
1. ↑  Diario 1939-1943, vol. II, 1946, op 9 september 1942: "Come sempre, la vittoria trova cento padri, e nessuno vuole riconoscere l'insuccesso."

- Bibsys: 90954536
- Biblioteca Nacional de Chile: 000056204
- Biblioteca Nacional de España: XX1093969
- Bibliothèque nationale de France: cb12434736n (data)
- Catàleg d'autoritats de noms i títols de Catalunya: 981058511809806706
- Gemeinsame Normdatei: 119178362
- International Standard Name Identifier: 0000 0000 8077 4137
- Library of Congress Control Number: n79063684
- National Archives and Records Administration: 10580596
- Bibliotheek van het Japanse parlement: 00551738
- Nationale Bibliotheek van Tsjechië: xx0011270
- Nationale bibliotheek van Australië: 35028386
- Nationale Bibliotheek van Israël: 987007259701305171
- Nationale Bibliotheek van Polen: a0000001194380
- Nationale en Universitaire bibliotheek Zagreb: 000168685
- Nederlandse Thesaurus van Auteursnamen: 071933964
- Réseau des bibliothèques de Suisse occidentale: 02-A003106944
- Istituto Centrale per il Catalogo Unico: CFIV005617
- LIBRIS: 211446
- SNAC: w608775c
- Système universitaire de documentation: 033485879
- Trove: 801748
- Virtual International Authority File: 56702085
- WorldCat: E39PBJxWQpBDXryVr8Hcd4w9jC